# Prostitution aux îles Cocos
La prostitution aux îles Cocos est la place qu'occupe la prostitution dans les îles Cocos, principalement dans la population féminine.

## Description
Les îles Cocos étaient, comme l'île Christmas, une colonie britannique et une partie de la colonie de Singapour. Après le transfert de souveraineté à l'Australie en 1955, la loi coloniale de Singapour est restée en vigueur sur les îles jusqu'en 1992. Le Territories Law Reform Act de 1992 a rendu la loi fédérale australienne et les lois des États d'Australie occidentale applicables aux îles.
De ce fait, la situation légale actuelle correspond à celle de l'Australie.